# Добаш бурий
Доба́ш бурий (Picumnus varzeae) — вид дятлоподібних птахів родини дятлових (Picidae). Ендемік Бразилії.

## Опис
Довжина птаха становить 8-9 см. Тім'я чорне, поцятковане білими плямками, у самців передня частина тімені поцятковане червоними плямками. Верхня частина тіла шоколадно-коричнева, іноді з оливковим відтінком, іноді поцяткована невеликими чорними смужками. Хвіст темно-коричневий, центральні стернові пера білі, крайні стернові пера на кінці білі. Нижня частина тіла коричнева, поцяткована світло-коричневими і білими смужками. Очі карі, дзьоб чорний, лапи сизувато-сірі. Забарвлення молодих птахів подібне до забарвлення самиць, однак нижня частина тіла у них більш смугаста.

## Поширення і екологія
Бурі добаші мешкають в басейні Амазонки, від гирла Ріу-Неґру до впадіння в Амазонку річкок Тромбетас і Тапажос, на сході штату Амазонас і в штаті Пара. Вони живуть у варзейських лісах (тропічних лісах у заплавах Амазонки і її притоків), в густих вологих рівнинних тропічних лісах та на річкових островах.

## Збереження
МСОП класифікує цей вид як такий, що перебуває під загрозою зникнення. Бурим добашам загрожує знищення природного середовища.